# Matopo
Matopo é um gênero de traça pertencente à família Arctiidae.